# UEFAヨーロッパリーグ 2014-15 決勝

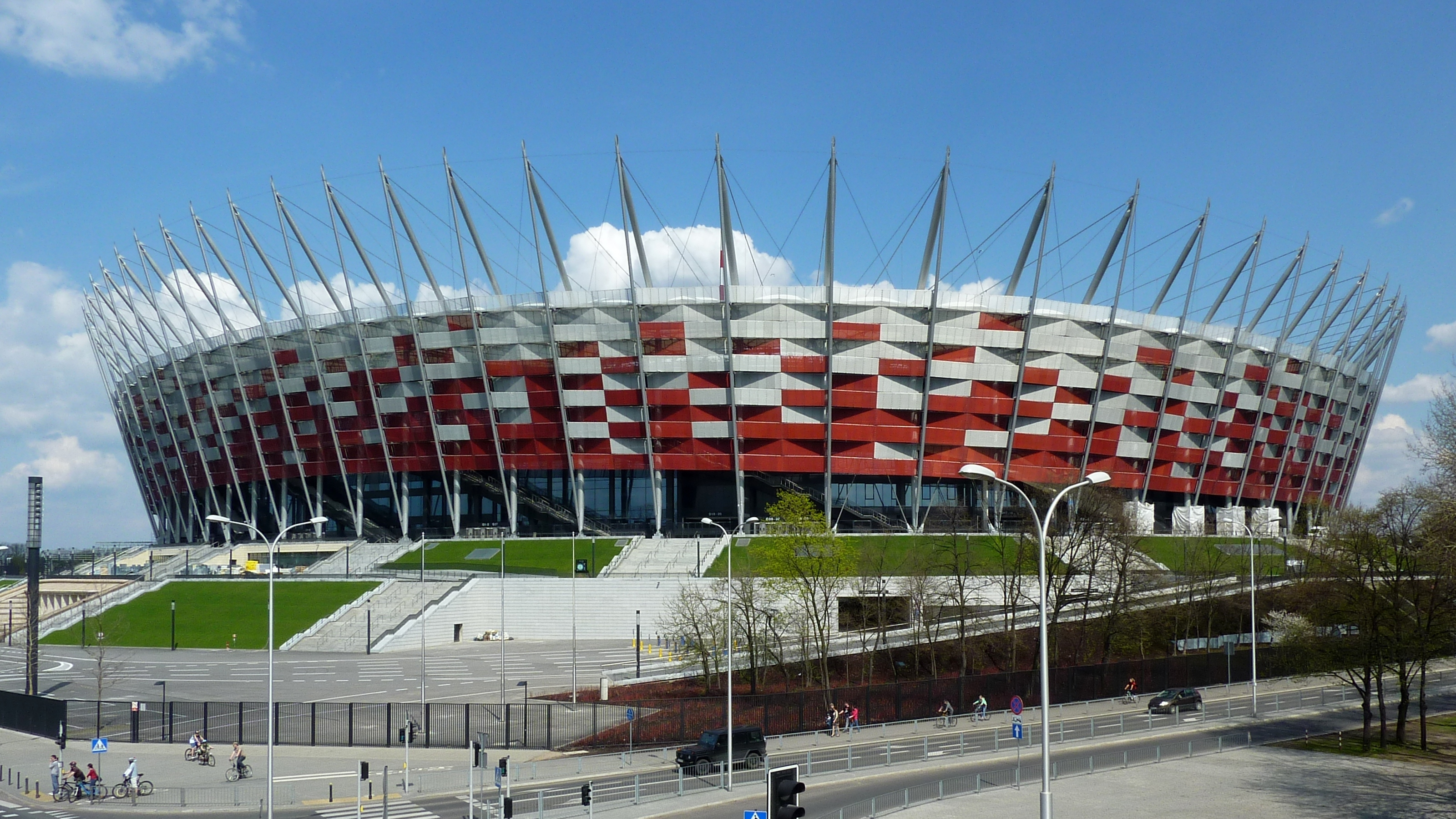
決勝戦が行われたのワルシャワ国立競技場

UEFAヨーロッパリーグ 2014-15 決勝（ウエファヨーロッパリーグ 2014-15 けっしょう、英語: UEFA Europa League 2014-15 Final）は、欧州サッカー連盟（UEFA）により開催されるUEFAヨーロッパリーグ 2014-15の決勝戦であり、6回目のUEFAヨーロッパリーグの決勝戦である（UEFAカップ時代を含めると45回目）。試合は2015年5月27日水曜日にワルシャワのワルシャワ国立競技場で開催され、ウクライナ・プレミアリーグに所属するドニプロと、リーガ・エスパニョーラに所属するセビージャの間で行われた。セビージャが2大会連続4回目の優勝を果たし、2015 UEFAスーパーカップの出場権およびUEFAチャンピオンズリーグ 2015-16の出場権を獲得した。

## 試合前
欧州主要大会でのドニプロとセビージャの対戦は、今回が初めてとなる。
ドニプロは、今大会が初の決勝進出である。ウクライナ勢の欧州カップ戦の決勝進出は、シャフタール・ドネツク前身のUEFAカップ時代に優勝を果たした2009年以来である。
一方、前回制覇のセビージャは2大会連続通算4回目の決勝進出である。前身のUEFAカップ時代を含めると3回の優勝を経験しており（2006年、2007年、2014年）、今大会で優勝を果たすと、大会史上初の2度目の連覇を果たすことになる。

### 試合会場
2013年5月23日にスイスのニヨンで開催されたUEFA理事会で、ワルシャワ国立競技場が決勝戦の会場に決定された。ワルシャワ国立競技場での欧州主要大会の決勝戦の開催は今大会が初めて。
このスタジアムは、2012年に建設され、同年よりポーランド代表のホームスタジアムとして使用されている。UEFA主催大会では5万7千人が収容可能であり、UEFA EURO 2012では開幕戦など4試合で使用された。

### アンバサダー
サッカーポーランド代表通算60キャップを刻んだイェジー・ドゥデクが決勝戦の公式アンバサダーに任命された。

### チケット販売
チケットは2015年2月26日から3月26日まで一般販売される。チケットの販売価格は以下のとおり。
| カテゴリー                          | 販売価格  |
| ----------------------------------- | --------- |
| カテゴリー1                         | 130ユーロ |
| カテゴリー2                         | 90ユーロ  |
| カテゴリー3                         | 65ユーロ  |
| カテゴリー4                         | 40ユーロ  |
| ユースパッケージ (カテゴリー2)      | 80ユーロ  |
| バリアフリーチケット（カテゴリー4） | 40ユーロ  |